# Arboga Weckoblad (1847)
Arboga Weckoblad var en dagstidning med utgivning en gång i veckan från den 2 januari 1847 till 18 september 1847 men tidningen slutdatum är okänt. 

## Historia
Utgivningsbevis  för Arboga Weckoblad (1847) utfärdades för bruks- och sågverksägaren  P. A. Boman den 5 december 1846. Redaktionsort var Arboga. Det är okänt hur länge tidningen gavs ut. i Kungliga Biblioteket finns blott 38 nr av tidningen. Boman flyttade i december 1847 sitt tryckeri till Skellefteå.
Tidningen trycktes hos P. A. Boman  i Arboga med frakturstil och antikva. Tidningen publicerades på lördagar med 4 sidor, ett dubbelvikt blad i kvartoformat med 2 spalter per sida på satsytan 20,8 x 16 cm. Priset var 2 riksdaler 16 skilling banco.